# Birger Delin
Arvid Birger Delin, född den 8 december 1879 i Njutångers församling, Gävleborgs län, död den 28 november 1954 i Stockholm, var en svensk ingenjör. Han var bror till Knut Delin.
Delin avlade avgångsexamen vid Tekniska högskolan 1903. Han var biträdande ingenjör och arbetschef vid Göteborgs hamnstyrelse 1905–1911, arbetschefsassistent vid Trollhätte kanals ombyggnad 1911, arbetschef för Älvkarleby kraftverksbyggnad 1911–1915, avdelningschef för Skånska Cementgjuteriet i Göteborg 1916 och avdelningschef och direktörsassistent vid Skånska Cementgjuteriet i Stockholm 1916–1917. Delin blev löjtnant i Väg- och vattenbyggnadskåren 1910, kapten där 1917 och major 1930. Han var delägare i och chef för tekniska byggnadsbyrån Delin & Perslow 1927–1939 och verkställande direktör i aktiebolaget Tekniska byggnadsbyrån Delin & Perslow 1939–1944. Delin blev riddare av Vasaorden 1915 och av Nordstjärneorden 1940. Han vilar i en familjegrav på Gamla kyrkogården i Gävle.